# José Mariano Marín
José Mariano Marín (1782-1863) nació en la Ciudad de Puebla, Puebla.
En su Juventud estudió abogacía en el Seminario Palafoxiano. Fue diputado en el Primer Congreso General de México en el año de 1822, de quién era Presidente cuando Agustín de Iturbide decidió disolver el congreso porque había una conspiración, dentro de este, en contra de su persona y Gobierno[cita requerida]. Después llegó a ser Diputado al Congreso Constituyente de 1824, donde apoyó la idea de formar una República centralista y donde también se opuso a la expulsión de los españoles en 1828. Llegó a ser Consejero de los presidentes Guadalupe Victoria y Anastasio Bustamante en sus gobiernos y desempeñó el cargo de Presidente del Supremo Tribunal de Justicia de Puebla y gobernador interino en 1834, además de ocupar la Presidencia del Congreso Constituyente en el periodo de 1822-1823. Murió en 1863.
- Datos: Q5786226